# Euphyia tenuistrigata
Euphyia tenuistrigata là một loài bướm đêm trong họ Geometridae.